# Гута Обединская
Гута Обединская (укр. Гута Обединська) — село в Рава-Русской городской общине Львовского района Львовской области Украины.
Население по переписи 2001 года составляло 153 человека. Занимает площадь 2,6 км². Почтовый индекс — 80320. Телефонный код — 3252.